# Убангі-Шарі
Убангі-Шарі (фр. Oubangui-Chari) — французька територія в Центральній Африці яка 13 серпня 1960 стала незалежною державою Центральноафриканською Республікою. Була заснована, по заснуванню форпосту Бангі в 1889 р, і було названо в 1894 р..
Французи не встановлювали колоніальної адміністрації до 1903, р. і тільки після перемоги над єгипетськими військами (терен був під владою єгипетського султана). Убангі-Шарі була об'єднана з колонією Чад у 1906 р.. У 1910 році вона стала однією з чотирьох територій федерації Французька Екваторіальна Африка, (з Чадом, Середнім Конго і Габоном), спочатку разом з Чадом, як «Убангі-Шарі-Чад», і перетворена в автономну колонію в 1915 р. Чад було відокремлено в 1920 р.

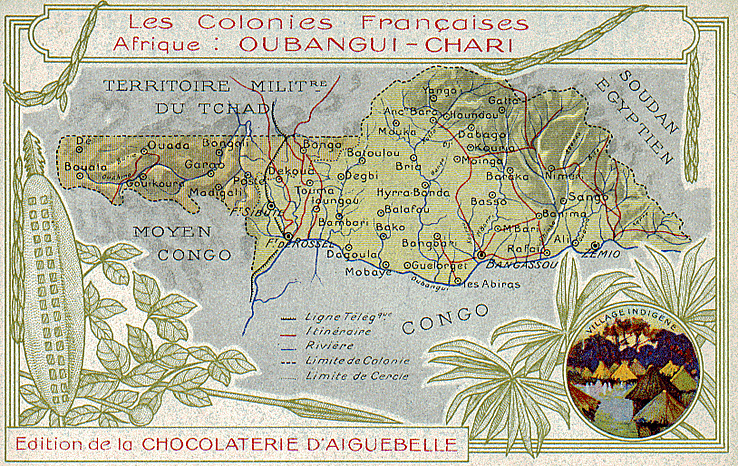
Убангі-Шарі в 1910. Територія відповідає лише південній частині нинішньої Центральноафриканської Республіки.

## Література

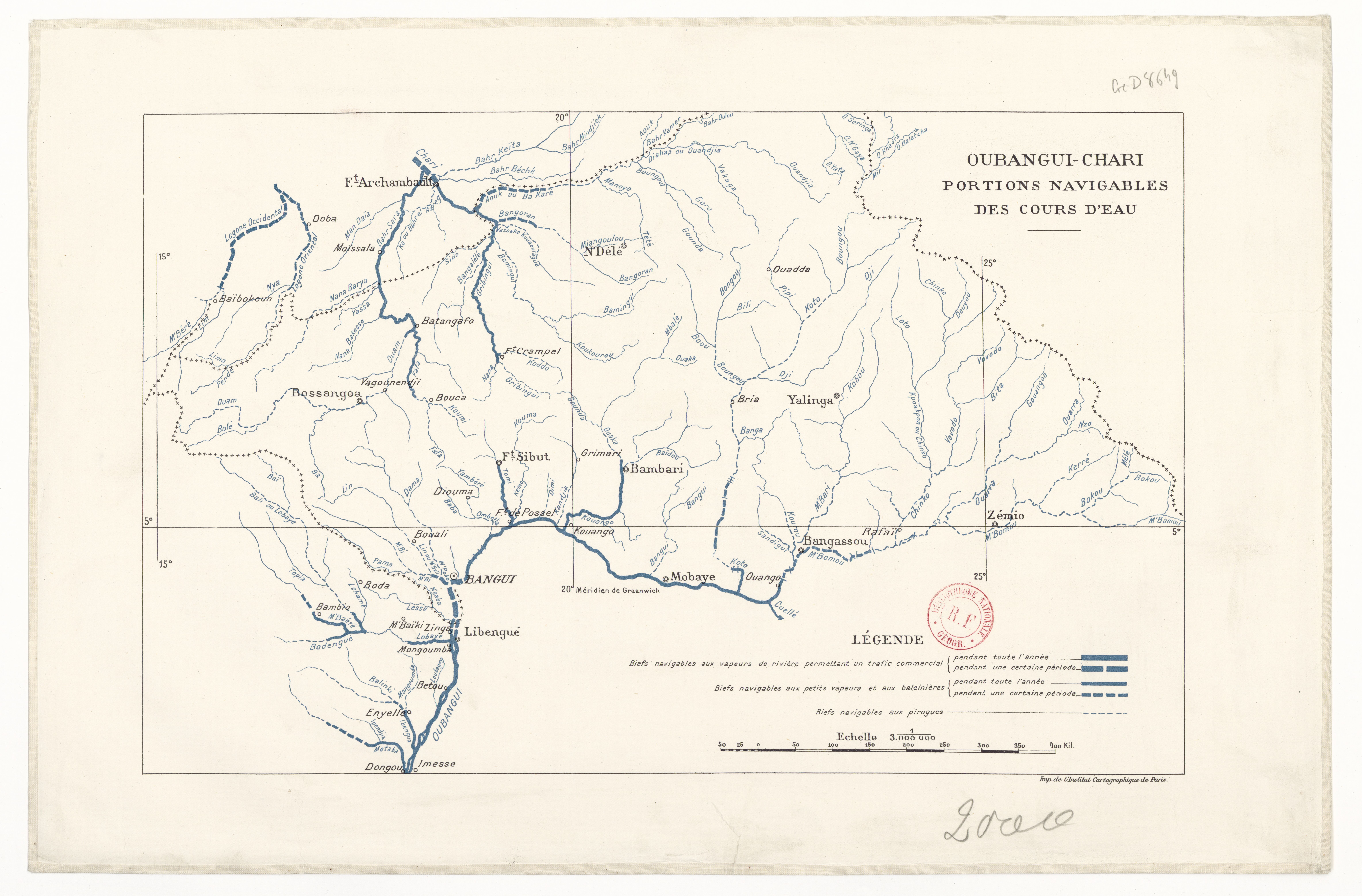
Річки та судноплавні шляхи Убангі-Шарі, 1931